# Aeroportul Ljubljana Jože Pučnik
Aeroportul Jože Pučnik din Ljubljana (în slovenă Letališče Jožeta Pučnika Ljubljana), de asemenea cunoscut în trecut ca Aeroportul Brnik (în slovenă Letališče Brnik), este un aeroport internațional din Ljubljana, capitala Sloveniei. Aeroportul este situat în apropierea satului Brnik, la 24 kilometri (15 mi) nord-vest de Ljubljana și 9,5 kilometri (5,9 mi) est de Kranj pe drumul dintre Kranj și Mengeš. Servește drept bază aeriană pentru Adria Airways, cea mai mare companie aeriană din Slovenia.

## Istorie
Aeroportul a fost deschis oficial în decembrie 1963. A înlocuit Aeroportul Polje din fosta municipalitate din Polje (Ljubljana) lângă Ljubljana care a servit ca aeroport al orașului din 1933 și a fost primul aeroport civil din Slovenia. Primele zboruri regulate de la noul aeroport de la Brnik au început în ianuarie 1964.
La 27 iunie 1991, la două zile după obținerea independenței Sloveniei față de Iugoslavia, Armata Populară Iugoslavă și-a început operațiunile militare în țară. Aeroportul a fost bombardat în prima zi a războiului. La 28 iunie, a doua zi, doi jurnaliști din Austria și Germania, pe nume Nikolas Vogel și Norbert Werner, au fost uciși de o rachetă care a lovit mașina pe care ei o conduceau în apropierea aeroportului în acel moment. Patru avioane Adria Airways au suferit  daune grave în urma raidului Forțelor Aeriene iugoslave. În cele din urmă, pe 29 iunie, soldații iugoslavi s-au predat forțelor slovene, care au înconjurat întregul aeroport peste noapte. Lupta s-a încheiat la 7 iulie cu acordul de la Brioni.
În 2014, guvernul sloven a inițiat un proces de privatizare a aeroportului. Licitația a fost câștigată de către Fraport, care, la rândul său, a achiziționat 75,5% din acțiuni în aeroport.

### Plan de expansiune
În aprilie 2017, operatorul aeroportului Fraport Slovenia a anunțat un plan de extindere a terminalului de pasageri existent.